# Tokyo Express
Tokyo Express var et navn som de allierede styrker brugte om brugen af japanske flådeskibe til natlige leverancer af tropper, forsyninger og udstyr til japanske styrker i indsats på og omkring Ny Guinea og Salomonøerne i Stillehavskrigen under 2. verdenskrig. Taktikken gik ud på at japanerne lastede soldater eller forsyninger på hurtige krigsskibe, såsom destroyere, og udnyttede krigsskibenes fart til at levere tropper eller forsyninger til ønskede steder og vende tilbage til havn samme nat, så allierede fly ikke kunne afskære dem i dagslys.

## Navn
Det oprindelige navn for forsyningsoperationerne var "Cactus Express", som de blev kaldt af de allierede styrker på Guadalcanal, der brugte kodenavnet for operationen på Guadalcanal. Efter at den amerikanske presse begyndte at omtale dem som "Tokyo Express", tilsyneladende for at opretholde den operationelle sikkerhed vedrørende ordet "Cactus," begyndte allierede styrker også at bruge betegnelsen i stedet for "Cactus Express." Japanerne kaldte de natlige forsyningstogter for Rotte transport (鼠輸送 nezumi yusō), fordi de foregik om natten.

## Organisation og historie
Troppetransport var nødvendig for de japanske styrker på grund af de allieredes luftherredømme i det sydlige Stillehav, som blev skabt kort efter den allierede landgang på Guadalcanal, hvor
Henderson Field begyndte at fungere som base for "Cactus Air Force" i august 1942.
Levering af tropper og materiel med langsomme transportskibe til de japanske styrker på Guadalcanal og Ny Guinea viste sig snart at være for sårbart overfor luftangreb i dagstimerne. Derfor gav den japanske flådes øverstkommanderende admiral Isoroku Yamamoto, tilladelse til at man brugte hurtige krigsskibe om natten til at foretage forsyningssejladserne mens truslen om opdagelse og angreb fra luften var langt mindre.
Tokyo Express begyndte kort efter Slaget ved Savo Island i august 1942 og fortsatte næsten indtil afslutningen af felttoget i Salomonøerne da en af de sidste store forsyningssejladser blev opdaget og næsten fuldstændig ødelagt i Slaget ved Kap St. George den 26. november 1943. Fordi de hurtige destroyere, som typisk blev anvendt, ikke var indrettet til håndtering af last blev mange forsyninger simpelthen kastet overbord i forseglede ståltønder, som var bundet sammen med reb, der skyllede i land eller blev samlet op med en pram. På en typisk nat i december blev 1.500 tønder kastet i havet, men kun 300 blev bjærget. 
Hovedparten af de krigsskibe, som blev brugt i Tokyo Express togter kom fra den 8. japanske flåde, som havde base i Rabaul og Bougainville, selv om skibe fra Truk ofte blev midlertidigt tilknyttet. Eskadren som var sat ind i Ekspress togterne blev ofte formelt kaldt Forstærkningsenheden, men størrelsen og sammensætningen af denne enhed varierede fra togt til togt.

## Afslutningen
For at markere den endelige sejr over japanerne på Guadalcanal, sendte general Alexander Patch, lederen af landtropperne på øen, en meddelelse til sin overordnede, admiral Bull Halsey, om at "Tokyo Express har ikke længere endestation på Guadalcanal".

### Eksterne kilder
- Hough, Frank O.; Ludwig, Verle E.; Shaw, Henry I., Jr. "Pearl Harbor to Guadalcanal". History of U.S. Marine Corps Operations in World War II. Hentet 2006-05-16.
- Parshall, Jon; Hackett, Bob; Kingsepp, Sander; Nevitt, Allyn. "Imperial Japanese Navy Page (Combinedfleet.com)". Hentet 2006-06-14.
- Shaw, Henry I. (1992). "First Offensive:  The Marine Campaign For Guadalcanal". Marines in World War II Commemorative Series. Hentet 2006-07-25.
- Shaw, Henry I.; Kane, Douglas T. (1963). "Volume II:  Isolation of Rabaul". History of U.S. Marine Corps Operations in World War II. Hentet 2006-10-18.
- U.S. Army Center of Military History. "Japanese Operations in the Southwest Pacific Area, Volume II - Part I". Reports of General MacArthur. Hentet 2006-12-08.- Oversættelse af den officielle beretning fra det japanske demobiliserings bureaus gennemgang af den japanske hær og flådes deltagelse i krigen i det sydvestlige Stillehav under Stillehavskrigen.
- Zimmerman, John L. (1949). "The Guadalcanal Campaign". Marines in World War II Historical Monograph. Hentet 2006-07-04.